# 牽制
牽制（けんせい、英語: Diversion）とは、一般に相手の戦術的な意図と戦力の集中を別の方面へと誘うための軍事行動である。

## 概要
牽制は軍事作戦を遂行する上で基礎的な原則であり、その方法や手段は状況に応じて変化させることが可能である。基本的に牽制は限られた目標と戦力を以って本来の軍事行動を支援するために行われる戦闘行動である。
クラウゼヴィッツは自著『戦争論』で牽制の古典的な成功例として、1799年8月27日と同年9月14日にロシア軍とイギリス軍がオランダ北部に着上陸した事例と、1809年にイギリス軍によりオランダが占領された事例を挙げている。どちらも牽制の戦術的な役割が最小限の労力で目的を達成することであることを示しており、牽制が戦いの原則の1つである節約の原則を適用した行動であることが分かる。
牽制は攻勢作戦であっても防勢作戦であっても行うことが可能であり、欺騙や陽動とも関連している軍事的心理戦の一環である。現代の牽制の事例としては第二次世界大戦における1944年のノルマンディー上陸作戦がある。この着上陸作戦を成功させるために連合軍はドイツ軍に対して牽制を行い、ノルマンディーとは別の地点が上陸地点であるように見せた。結果として当時のドイツ軍はノルマンディーに対上陸作戦のための部隊を結集させることができなかった。